# Supíkovická mozaika
Supíkovická mozaika je unikátní dlažba, která se nachází na chodnících, silnicích a náměstích. Tvoří ji výlučně světlý supíkovický mramor na rozdíl například od pražské mozaiky, kde jsou dva až tři barevné mramory. Supíkovický mramor se těží pouze v Lomu Supíkovice. Je známý pro svoji vysokou tvrdost, která umožňuje jeho použití právě v dlažbě a mozaikách. Jeho charakteristická bílá barva je vlastně škálou barev od světle šedé přes šedobílou až po bílou s pruhy nebo šmouhami. Kamenné krychle mají rozměry 6x6x4 cm, jsou ze 4 stran řezané, pochozí a spodní strana je štípaná. 

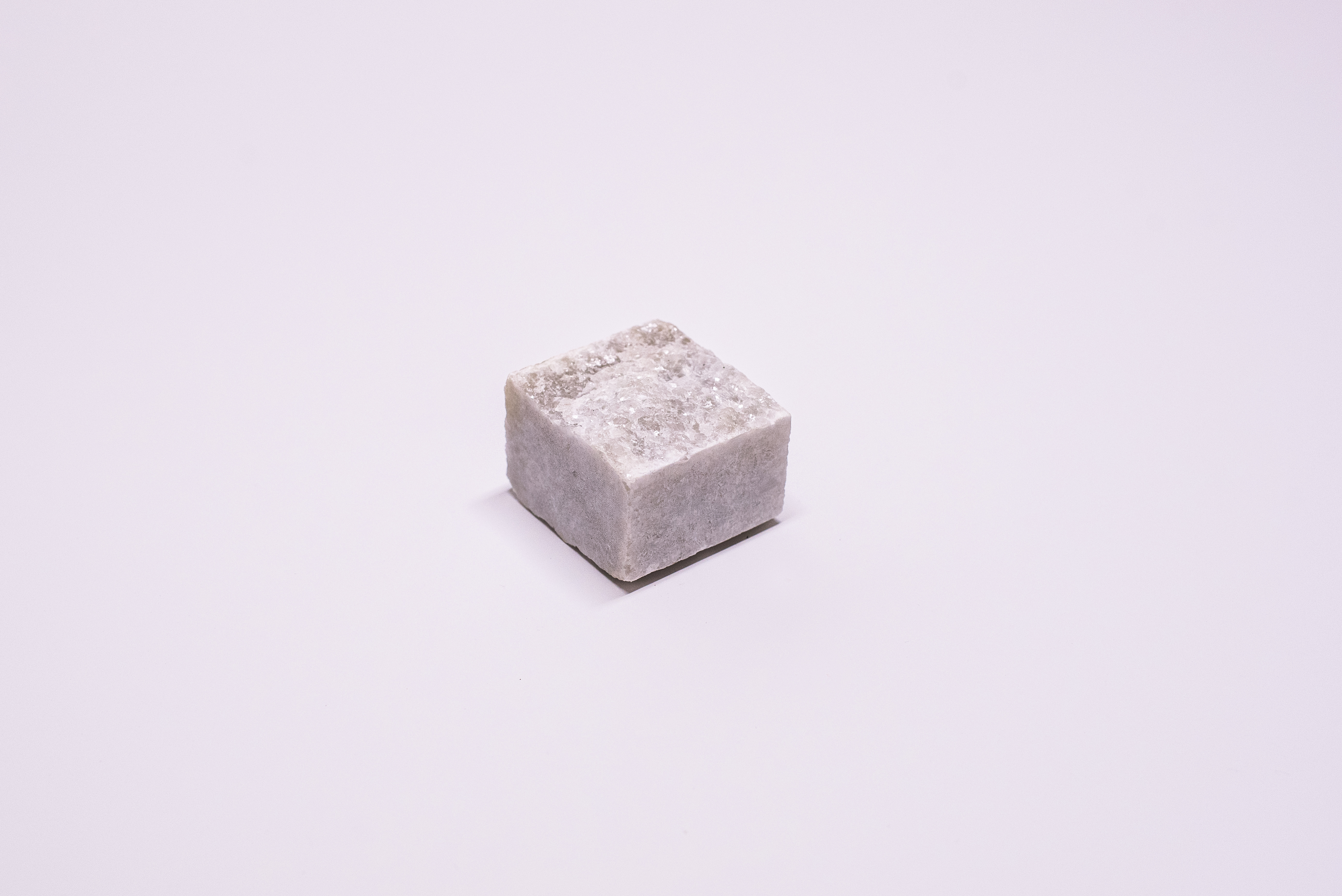
krychle supíkovického mramoru

## Mramor z Lomu Supíkovice
Supíkovický mramor se těží pouze v Lomu Supíkovice. Jedná se o jámový čtyřetážový lom na severním okraji obce Supíkovice v okrese  Jeseník v Olomouckém kraji. Obec Supíkovice je od 2. poloviny 19. století známá právě díky dobývání a opracování žuly a mramoru. Toto mramorové ložisko je jako jediné v České republice těženo pomocí lanových pil, které se využívají při těžbě velkých mramorových bloků v Carraře. Hlavní hornina v lomu je světle šedý až šedý krystalický vápenec se šmouhami.
Lom má přibližné rozměry 130 x 100 m a je 30 m hluboký. Bloky kamene jsou po těžbě zpracovány v kamenické dílně v Mikulovicích na výrobky ušlechtilé kamenické výroby. Lom patří společnosti Slezské kamenolomy, která mramor těží a zpracovává.

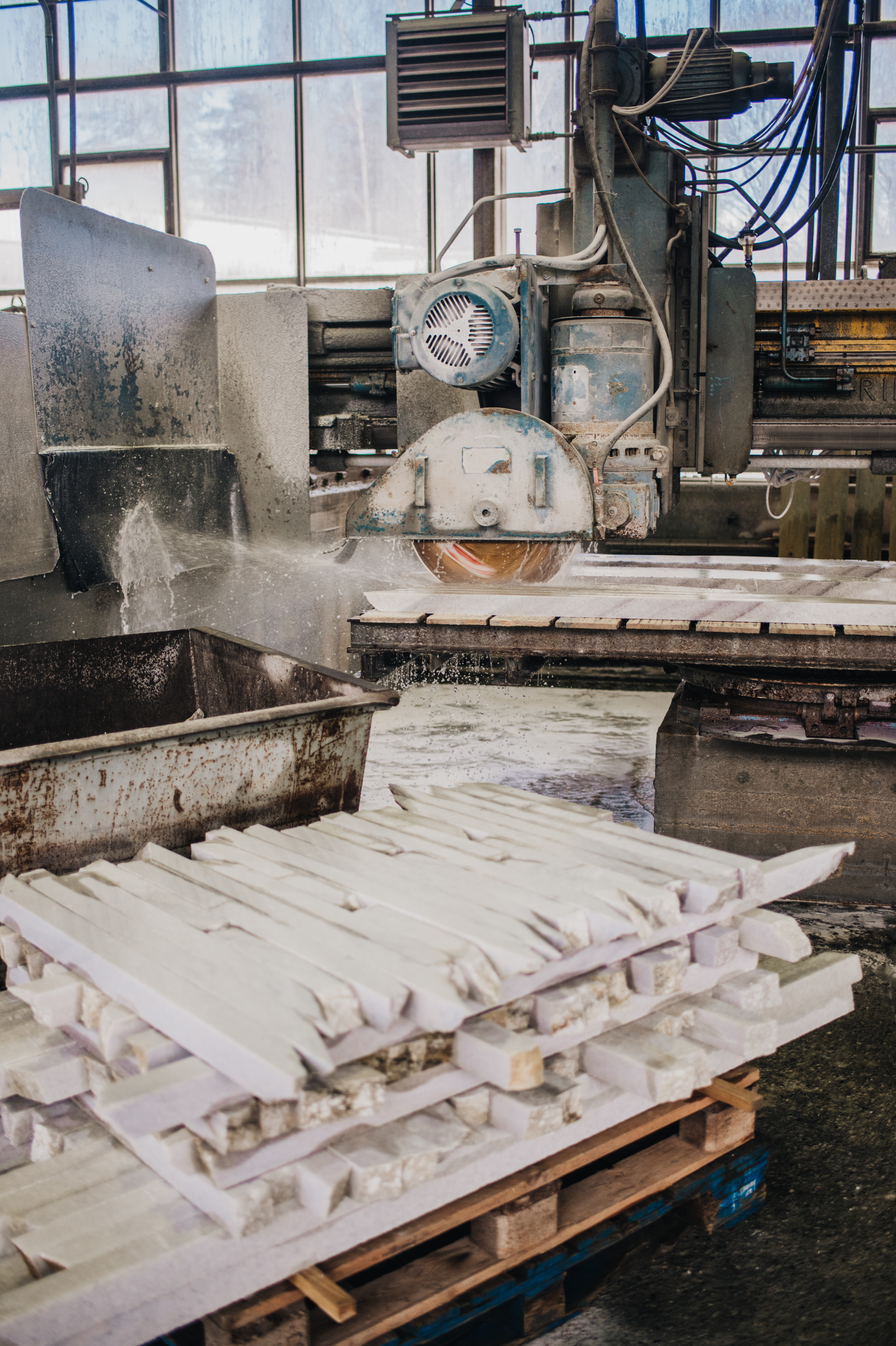
zpracování supíkovického mramoru